# Логойський кратер
Логойський кратер — древній метеоритний кратер біля м. Логойськ, у верхів'ї річки Гайна в Білорусі.

## Історія відкриття
Відкритий в 1975 при бурінню свердловини в районі с. Кузевічі як структура з аномальною геологічною будовою. Кратер похований під антропогенними відкладеннями.
Структуру метеоритного походження обґрунтували білоруські вчені А. Махнач, М. веретенник, Г. Ількевич.

## Опис
Діаметр 12-15 км, глибина близько 500 м. Складено з так званої брекчії — уламків, брил, щебеню порід різного віку. Частина порід деформована, сплавлення. Астроблема утворилася 42,3 ± 1,1 млн. млн років тому (еоцен). Вся маса шматків була зцементована в більш пізній час. Кратер не піддається на поверхні.